# Verzadigingsdruk
De verzadigingsdruk of verzadigingsdampdruk is de druk uitgeoefend door damp in thermodynamisch evenwicht met de vloeibare of vaste fase bij de heersende temperatuur.
Deze damp onder verzadigingsdampdruk noemt men verzadigde damp. Een damp onder een lagere druk dan de verzadigingsdampdruk noemt men onverzadigde damp.
De verzadigingsgraad is de verhouding van de druk uitgeoefend door damp tot de verzadigingsdampdruk van die damp bij de heersende temperatuur.
Bij verdampende vloeistoffen in evenwicht met hun damp wordt het evenwicht alleen bepaald door de verdampingswarmte van de stof en de absolute temperatuur. BINAS geeft de waarden voor deze 'dampdruk van de zuivere stof' of 'verzadigingsdruk' voor enkele stoffen in tabellen.
De relatieve vochtigheid is de verhouding van de hoeveelheid damp tot de maximale hoeveelheid damp bij de verzadigingsdampdruk.

## Geschiedenis
De Britse onderzoeker John Dalton (1766-1844) toonde in 1802 aan dat de hoeveelheid waterdamp die nodig is om lucht te verzadigen sterk afhangt van de temperatuur. Dit leidde tot de begrippen dampdruk, verzadigingsdruk en relatieve vochtigheid.